# Eleccions presidencials taiwaneses de 2024
Les vuitenes eleccions presidencials a Taiwan de 2024 estan previstes per al 13 de gener de 2024 com a part de les eleccions generals. La presidenta en funcions , Tsai Ing-wen, del Partit Progressista Democràtic (DPP), ha estat escollida Presidenta dues vegades consecutives des del 2016, per tant, no és elegible per a les eleccions.
El guanyador de les eleccions presidencials de 2024 està previst que assumeixi el càrrec el 20 de maig de 2024.
El partit governant, el DPP, va nomenar el vicepresident Lai Ching-te com a presidenciable el març de 2023, després d'haver aconseguit la presidència del partit per aclamació. Va seleccionar Hsiao Bi-khim, representant de Taiwan als EUA, com a companya de fórmula.
El principal partit opositor, el Kuomintang (KMT) va nomenar l'alcalde de Nova Taipei, Hou Yu-ih, com a candidat a la campanya presidencial el maig de 2023. Al novembre, Hou va escollir Jaw Shaw-kong com a company de fórmula.
Al seu torn, el Partit Popular de Taiwan (TPP) ha nomenat el seu líder, Ko Wen-je, antic alcalde de Taipei com a presidenciable. Wen-je va escollir la Cynthia Wu com a companya de votació.

## Context

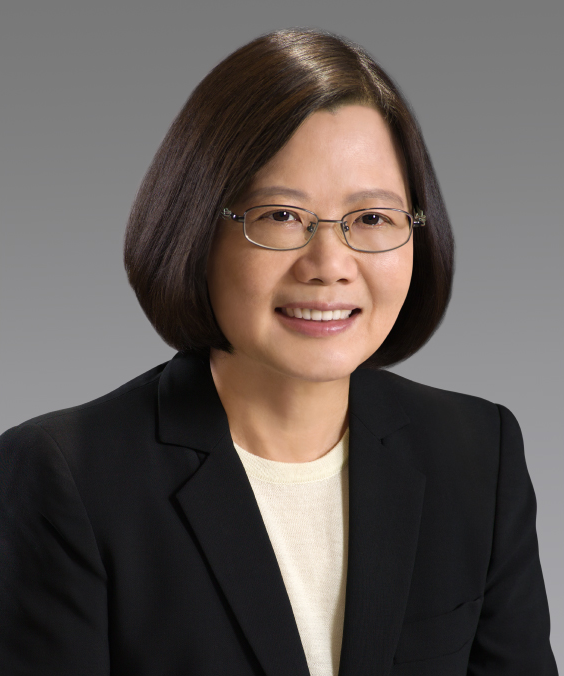
Tsai Ing-wen no és elegible per a la reelecció, després de complir dos mandats consecutius.

Tsai Ing-wen, del Partit Democràtic Progressista (DPP) es va convertir en la primera dona presidenta després de guanyar les eleccions presidencials de 2016, derrotant el candidat del KMT Eric Chu. Va guanyar un segon mandat el 2020 i servirà fins al 2024. Tsai va dimitir com a president del DPP el 2022 després que el partit patissin pèrdues a les eleccions locals el mateix any. Tsai va ser substituïda com a presidenta del partit per Chen Qimai. El vicepresident de Tsai, Lai Ching-te, finalment es va convertir en el president del partit a finals de 2022.

### Funcionament
Els candidats a la presidència i els candidats a la vicepresidència s'escullen amb el mateix bitllet, mitjançant una votació unipersonal. Aquesta serà la vuitena elecció directa del president i del vicepresident, els càrrecs ja havien estat elegits indirectament per l'Assemblea Nacional fins al 1996. Segons la constitució, la presidenta en funcions, Tsai Ing-wen, que acabarà el seu segon mandat complet, no és elegible per a la reelecció. D'acord amb l'article 22 de la Llei de revocació i eleccions presidencials i vicepresidencials, el Partit Democràtic Progressista (DPP), el Kuomintang (KMT), el Partit Popular de Taiwan (TPP) i el Partit del Nou Poder (NPP), que van rebre més del cinc per cent dels la participació total de vots en qualsevol de les darreres eleccions generals (presidencials o legislatives), són elegibles per presentar-se a les eleccions.
La inscripció a la Comissió Electoral Central com a candidats a la presidència i a la vicepresidència es presenta mitjançant la recomanació del partit polític, on s'ha de presentar juntament amb la sol·licitud una carta de recomanació segellada amb el segell del partit polític emès pel Ministeri de l'Interior. D'acord amb l'article 23, també es poden presentar candidats independents i partits més petits, la inscripció com a candidats a President i Vicepresident mitjançant la signatura conjunta s'ha de presentar, dins dels cinc dies següents a l'emissió de l'anunci públic d'elecció, a la Comissió Electoral Central. Per presentar-se com a candidat, cal rebre l'1,5 per cent del total d'electors en l'última elecció dels membres del Yuan Legislatiu, i pagar el dipòsit de 1.000.000 de dòlars NT. Per a les eleccions presidencials de 2024, el nombre de signatures necessàries per als candidats independents és d'aproximadament 290.000. La petició completa s'ha de presentar entre el 13 i el 17 de setembre de 2023, i el període de recollida de signatures va del 17 de setembre al 2 de novembre de 2023. Les candidatures presidencials es van registrar formalment entre el 20 i el 24 de novembre de 2023. L'11 de desembre es van sortejar els sortejos de la posició de les urnes; el bitllet del Partit Popular de Taiwan havia de figurar primer, seguit del Partit Progressista Democràtic i després el Kuomintang.

## Candidats

### DDP
La presidenta en funcions, dues vegades candidata a la presidència del Partit Democràtic Progressista (DPP) i expresidenta del DPP Tsai Ing-wen no és elegible per presentar-se, després d'haver completat dos mandats consecutius. Tsai va dimitir com a president del DPP el 2022, arran del mal rendiment del partit a les eleccions locals d'aquell any. Després de la renúncia de Tsai, el vicepresident Lai Ching-te (també conegut com William Lai) va ser escollit per unanimitat per succeir-la com a presidenta del DPP. Lai va ser seleccionada prèviament per ser la companya de fórmula de Tsai després que el va derrotar a les primàries del 2020. No es van celebrar primàries i Lai Ching-te, sent l'única persona inscrita a les primàries presidencials del partit, és la candidata del Partit Progressista Democràtic. El novembre de 2023, es va informar que Lai estava considerant seleccionar Hsiao Bi-khim, enviada de Taiwan als Estats Units, com a companya de fórmula. Hsiao va dimitir del seu càrrec com a enviada nord-americana i va tornar a Taiwan el 19 de novembre. El bitllet de Lai-Hsiao es va registrar formalment a la Comissió Electoral Central el 20 de novembre de 2023.

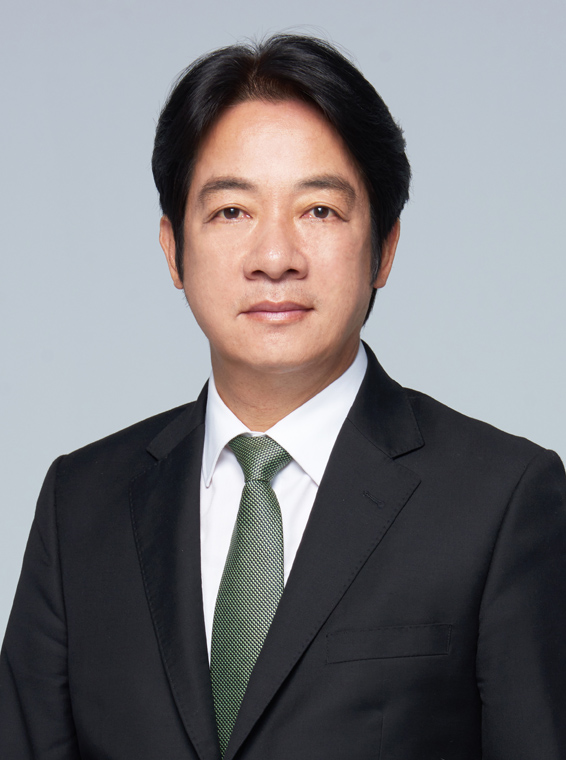
William Lai, presidenciable pel DDP
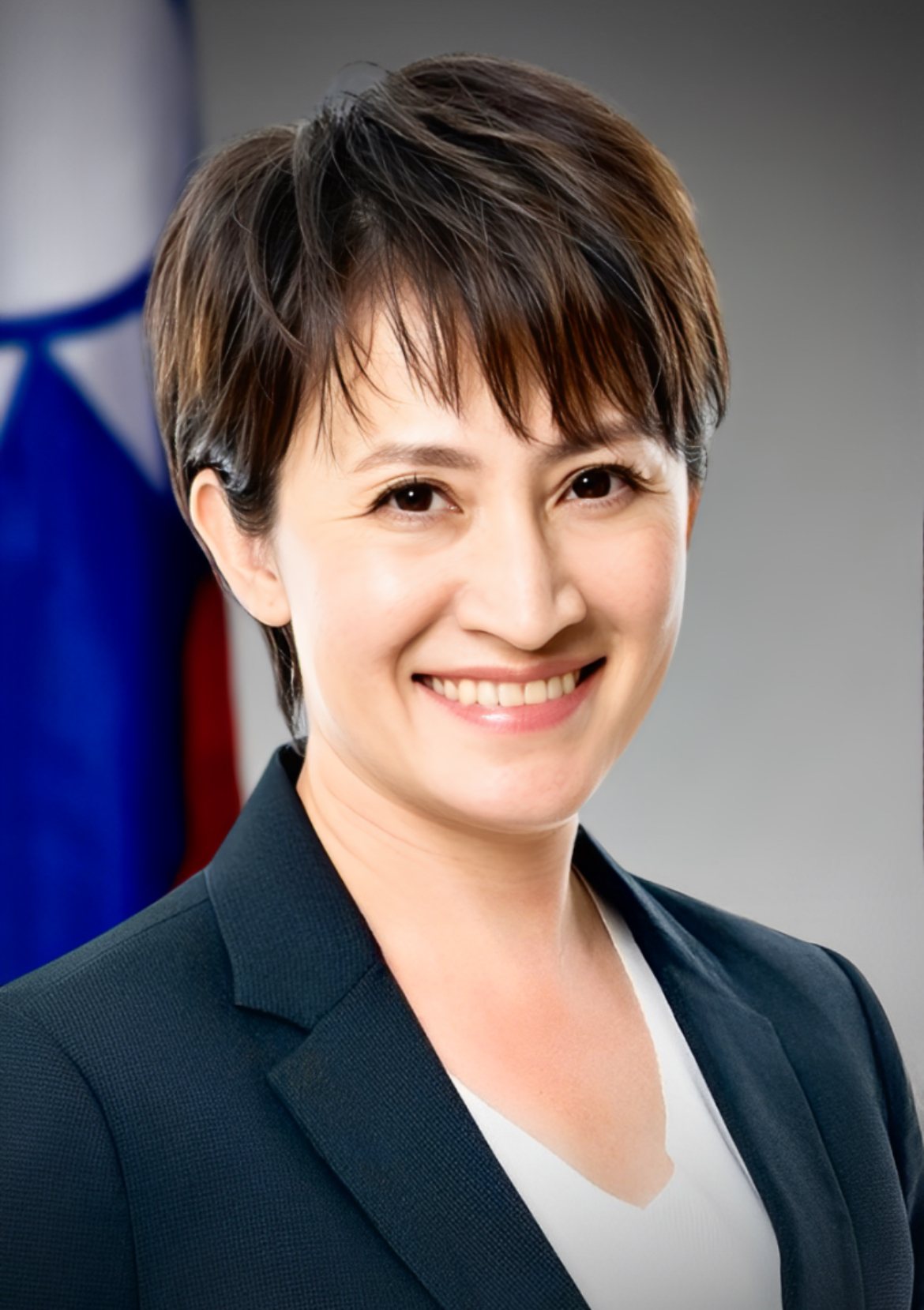
Hsiao Bi-khim, candidata a VP pel DDP

### Kuomingtan
Hou Yu-ih, l'alcalde de Nova Taipei des de 2018, va ser escollit pel Kuomintang el 17 de maig de 2023 per ser el seu candidat a la presidència. Hou es va enfrontar a l'oposició del fundador de Foxconn, Terry Gou, que va prometre donar-li suport com a candidat del KMT. El 24 de novembre de 2023, el Kuomintang va nomenar Jaw Shaw-kong com a candidat a la vicepresidència.

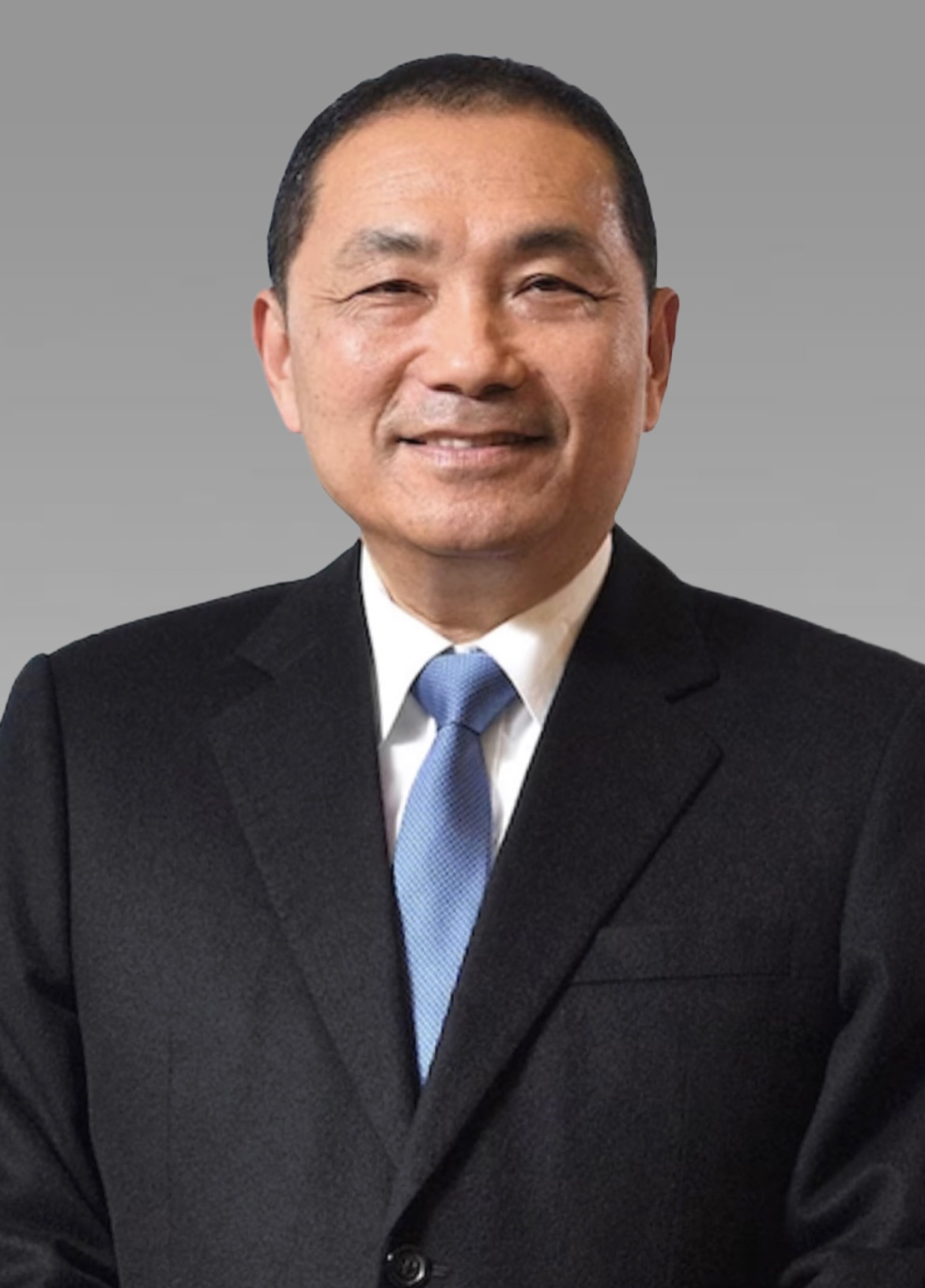
Hou Yu-ih, presidenciable pel KMT
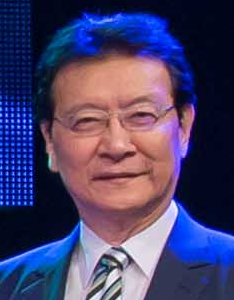
Jaw Shaw-kong, candidat a VP pel KMT

### TPP
Ko Wen-je, sent l'única persona inscrita a les primàries presidencials del partit, és la candidata del Partit Popular de Taiwan. El 24 de novembre de 2023, Ko va seleccionar Cynthia Wu, membre del Yuan Legislatiu des de novembre de 2022, com a companya de fórmula.

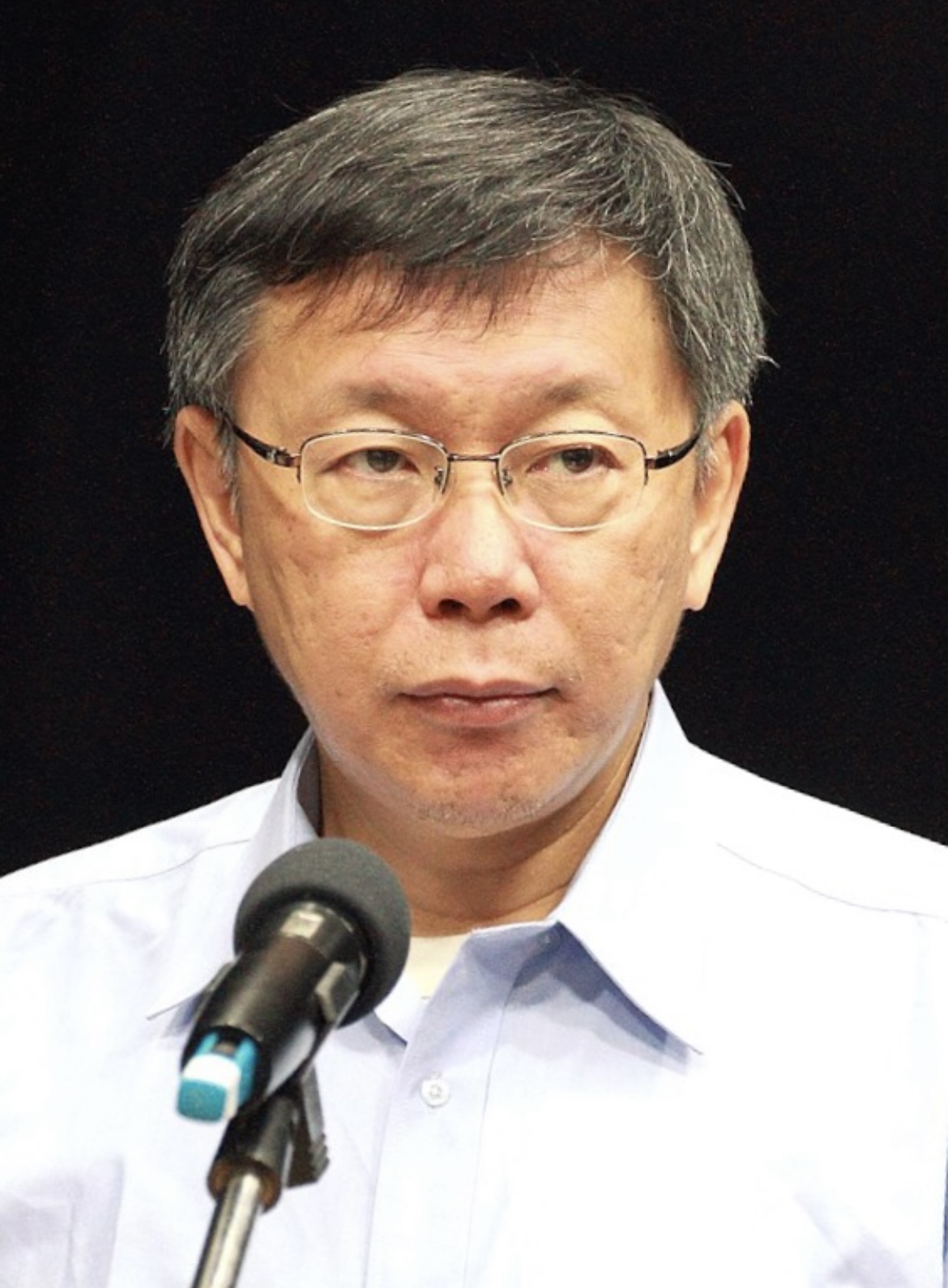
Ko Wen-je, aspirant a president pel TPP
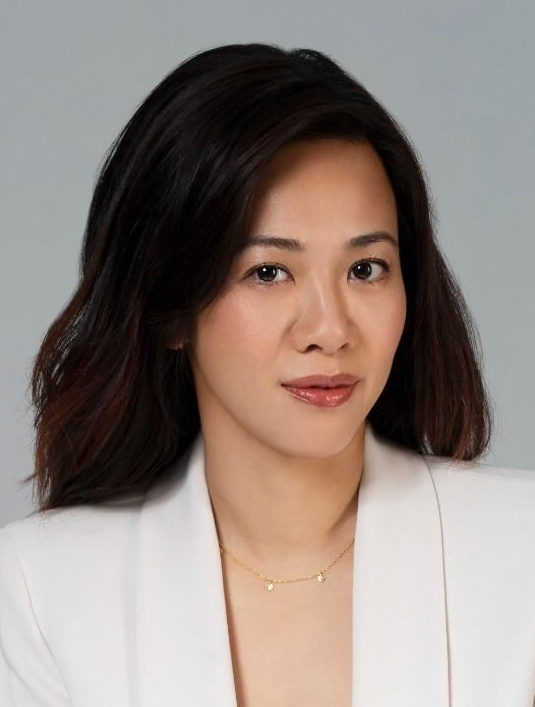
Cynthia Wu, aspirant a VP pel TPP